# Willi Lesch
Willi Lesch (Monaco di Baviera, 11 dicembre 1942) è un ex sciatore alpino e allenatore di sci alpino tedesco che gareggiò per la nazionale tedesca occidentale.

## Biografia
Sciatore polivalente, Lesch debuttò in campo internazionale in occasione della discesa libera del trofeo del Lauberhorn 1963 (Wengen, 12 gennaio), dove si classificò 28º; ai Mondiali di Portillo 1966, sua prima presenza iridata, si piazzò 35º nella discesa libera, 30º nello slalom gigante, 11º nello slalom speciale e 10º nella combinata. Esordì in Coppa del Mondo nella gara inaugurale del circuito, lo slalom speciale disputato a Berchtesgaden il 5 gennaio 1967 (9º), e ai Giochi olimpici invernali a Grenoble 1968, dove fu 22º nello slalom gigante e non completò lo slalom speciale; ai Mondiali di Val Gardena 1970 si classificò 38º nella discesa libera, l'unica gara alla quale prese parte. 
In Coppa del Mondo conquistò il miglior risultato il 6 gennaio 1971 a Berchtesgaden in slalom speciale (8º) e prese per l'ultima volta il via il 23 gennaio 1972 a Wengen nella medesima specialità (19º); ai successivi XI Giochi olimpici invernali di Sapporo 1972, suo congedo agonistico, si piazzò 19º nella discesa libera. Dopo il ritiro divenne allenatore: dal 1973 al 1975 guidò la nazionale norvegese femminile e in seguito  quella tedesca femminile. Si ritirò nel 1997.

## Palmarès

### Coppa del Mondo
- Miglior piazzamento in classifica generale: 39º nel 1967

### Campionati tedeschi
- 3 ori (slalom gigante nel 1966; slalom gigante nel 1968; combinata nel 1969)[5][6]